# Hartlepool
Hartlepool (IPA: 'hɑːtlɪpuːl) is een van oorsprong Angelsaksische havenstad aan de Noordzeekust. De stad ligt in het ceremoniële graafschap Durham, Engeland en maakt deel uit van de borough, tevens unitary authority Hartlepool. Alhoewel Hartlepool een traditioneel Labour-bolwerk is, verloren de sociaaldemocraten bij de lokale verkiezingen van 1 mei 2008 de absolute meerderheid en bezetten daarna 23 van de 47 zetels. In 2021 wonnen de Conservatieven de stad zelfs volledig.

## Geschiedenis

### Prehistorie

#### Jagers
Archeologisch onderzoek aan het Hartlepool Submerged Forest wijst, aan de hand van vuurstenen gereedschap en andere mesolithische artefacten, op menselijke activiteiten rond Hartlepool in de steentijd. In 1984 werd op het strand een fuik ontdekt. De Universiteit van Durham heeft via C14-datering het vlechtsel op 3600 v.Chr. gedateerd.

#### Boeren
Uit palynologisch onderzoek is gebleken dat in het begin van het neolithicum, rond 3000.v.Chr., het landschap door menselijk ingrijpen veranderde. Uit pollenonderzoek bleek dat de bomen plaats maakten voor grassen. In het hoogveen hebben de boeren hun sporen nagelaten in de vorm van potscherven samen met restanten vuursteen, waar wapens en gereedschap van werden gemaakt, en een houten deksel met een handvat.

### Vroege middeleeuwen
Hartlepool is als kleine nederzetting in de 7e eeuw ontstaan rond de toenmalige Hartlepool Abbey. De abdij werd in 640 op een landtong gesticht en keek uit op een natuurlijke haven. Het klooster werd bekend door Hilda van Whitby, die hier van 649 tot 657 als abdis leiding heeft gegeven. In de 9e eeuw werd de abdij door de Denen vernietigd.
De naam Hartlepool komt van het Angelsaksische heort-ieg "hert eiland", verwijzend naar herten, die daar voorkwamen en pol, "pool" (poel). Oude bronnen van de plaatsnaam geven het volgende:
- 731: Heretue[6]
- 1017: Hertelpolle
- 1182: Hierdepol

### Hoge middeleeuwen

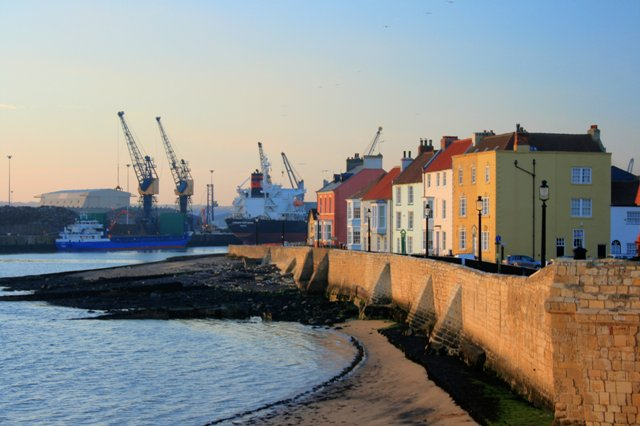
Hartlepool Town Wall, laat-14e eeuw

In de hoge middeleeuwen groeide het dorp uit tot een belangrijke stad, met een markt, een haven, en muren.
Als beloning voor het onderdrukken van de autochtonen ontvingen de Normandische ridders van de Brus familie in de 11e eeuw van Willem de Veroveraar grond in de zuidoosthoek van County Durham. Hier bij Hatlepool lieten ze een haven graven, deze werd de officiële haven van de County palatine Durham.

Door deze haven kon Hartlepool tijdens de oorlogen tegen de Schotten in de 14e eeuw dienstdoen als bevoorradingsbasis voor het Engelse leger. Hierom en omdat het gebied eigendom was geweest van de familie van Robert the Bruce, werd Hartlepool een doelwit van Schotse aanvallen. James "the Black" Douglas, een van de warlords van Robert the Bruce brandde Hartlepool in 1315 plat terwijl de ongelukkige bewoners de zee op gevlucht waren en vandaar in bootjes moesten toezien hoe hun huizen tot de grond toe afbrandden. Kort daarna werden de stadsmuren gebouwd.

### Nieuwe Tijd
Tijdens de burgeroorlogen (met onderbrekingen tussen 1642 en 1651) werd Hartlepool een garnizoensstad onder Robert Lumley. Twee jaar lang waren er royalisten gelegerd totdat ze zich in 1644 overgaven aan Schotse troepen. De Schotten hielden de stad voor het Parlement tot circa 1647

Na de middeleeuwen liep de welvaart gestaag terug en in de 18e eeuw was Hartlepool niet meer dan een klein vissersplaatsje.

### Moderne Tijd

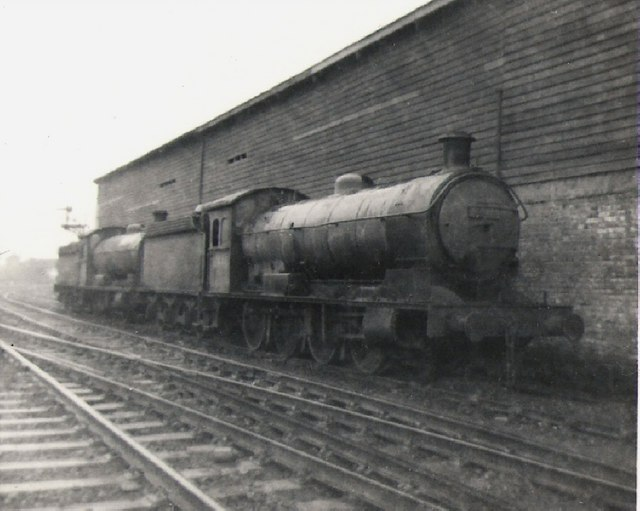
Stoomlocomotief bij de terminus

In de Moderne Tijd kwam met de komst van de industrialisatie een nieuwe bestemming voor de haven. De uitvoer van steenkool uit de mijnen van Zuid-Durham zorgde voor nieuwe welvaart.
Om de steenkool te kunnen exporteren werd in 1835 een spoorweg aangelegd. Twaalf jaar later kwam er een tweede spoorlijn, in verband met deze lijn werden nieuwe havens gegraven en werd een terminal aangelegd. Rond het complex werden huizen voor de arbeiders gebouwd, zo ontstond een nieuwe stad, het huidige West Hartlepool.
De twee gemeenschappen groeiden snel, van slechts een paar duizend inwoners in het begin van de 19e eeuw tot 64.000 zielen in 1891. "Old Hartlepool", plaatselijk bekend als de Headland en West Hartlepool, inmiddels de grootste van de twee, werden officieel in 1967 samengevoegd. Vandaag de dag wordt de uitdrukking West Hartlepool nog zelden gebruikt, behalve in de naam van de lokale rugby club West Hartlepool R.F.C.
De streek raakte vanaf 1838 sterk geïndustrialiseerd met metaalnijverheid en vanaf 1870 met scheepswerven in het havengebied. Rond 1913 waren er niet minder dan 43 reders in Hartlepool actief met een gezamenlijke vloot van 236 schepen.

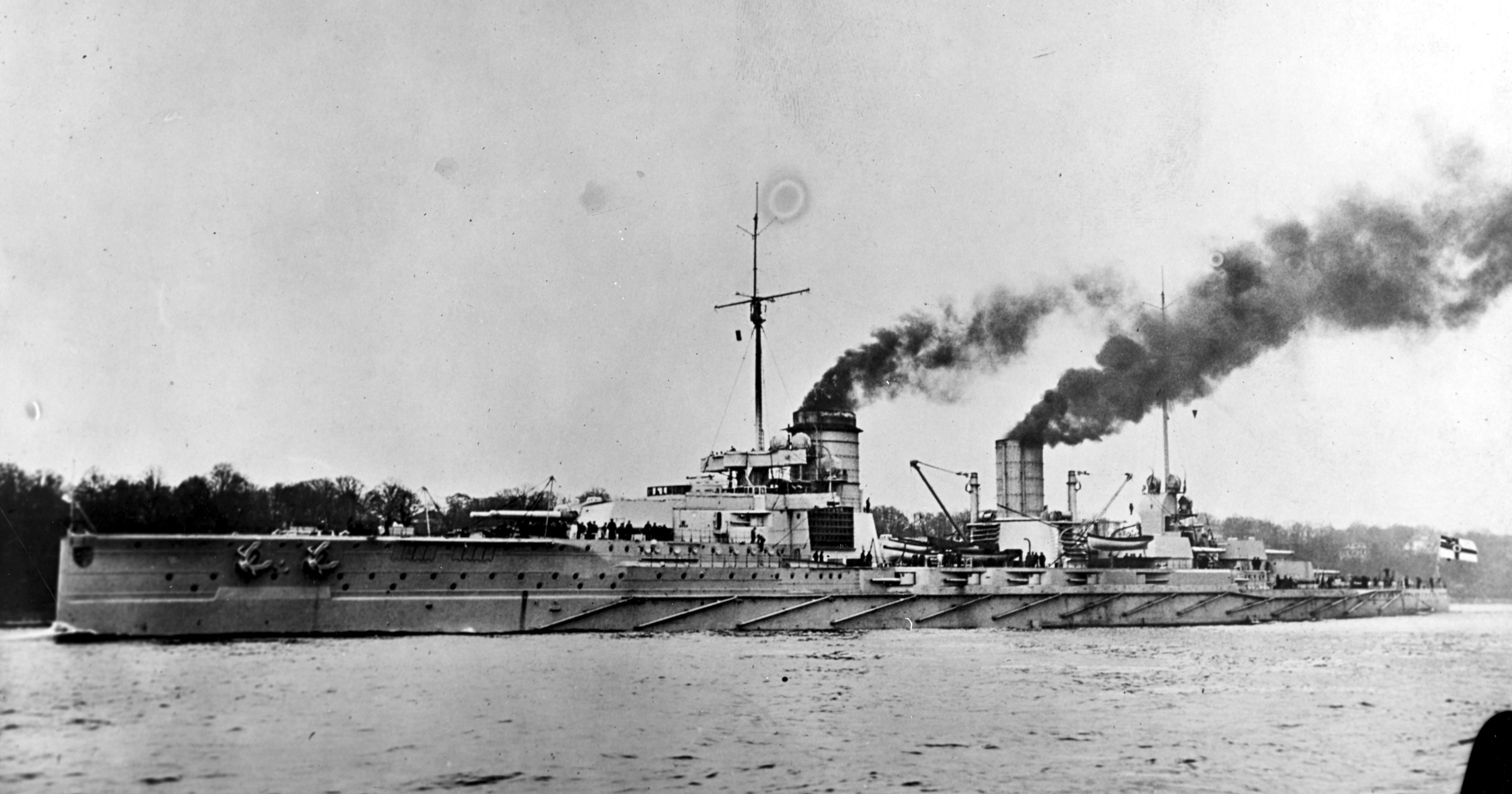
SMS Seydlitz stoomt op

De werven en de zware industrie maakte de stad in de Eerste Wereldoorlog doelwit werd van de Kaiserliche Marine. De eerste Duitse aanval tegen het Verenigd Koninkrijk vond plaats op Hartlepool tussen 8.10 en 8.50 uur op de morgen van 16 december 1914, toen twee Duitse slagkruisers SMS Seydlitz en SMS Moltke en de zware kruiser Blücher van Zijne Majesteits Marine Hartlepool en West Hartlepool beschoten met totaal 1150 (tot 11" of 27 cm) granaten, waarbij 127 mensen omkwamen en 400 gewond raakten. Twee kustbatterijen bij Hartlepool beantwoordden het vuur met 143 granaten, waarbij SMS Blücher beschadigd raakte.

Een poging van het Duitse Opperbevel de aanval een maand later te herhalen leidde tot de slag bij Doggersbank op 24 januari, 1915 waarbij de SMS Blücher tot zinken werd gebracht.
In het interbellum had Hartlepool zwaar te lijden onder een hoge werkloosheid die het gevolg was van de Grote Depressie.
Door de Tweede Wereldoorlog maakten de scheeps- en de staalindustrie een ware wedergeboorte mee. In de oorlog had de RAF Greatham (ook bekend als RAF West Hartlepool) haar thuisbasis in Greatham bij Hartlepool. Na de oorlog raakte de industrie van Hartlepool weer in verval. Blanchland, het laatste schip dat in Hartlepool is gebouwd, liep in 1961 van stapel.

Gedurende de Thatcher-jaren (1979 - 1990) werd de streek wederom getroffen door ernstige werkloosheid. Om het tij te keren werd in de jaren negentig in grote projecten geïnvesteerd, waaronder een nieuwe jachthaven die tevens een uitgaanscentrum voor de omgeving is geworden.
In 1983 werd de kerncentrale van Hartlepool in gebruik genomen. Het is een in Engeland ontwikkelde advanced gas-cooled reactor (AGR) die met twee 660 MW generatoren 3% van de elektriciteit van het Verenigd Koninkrijk levert. De centrale zal tot 2014 in bedrijf moeten blijven.

## Bezienswaardigheden
- Hartlepool Submerged Forest, een 7000 jaar oud gefossiliseerd woud, voor de kust bij Hartlepool.[11]
- St. Hilda's Church[7]
- Camerons Brewery
- Town Wall & Cannon
- Museum of Hartlepool
- HMS Trincomalee
- Headland

## Dichtstbijzijnde plaatsen
- Newcastle upon Tyne
- Middlesbrough
- Sunderland
- Durham
- Darlington
- Stockton-on-Tees

## Bekende Hartlepoolers
- Michael Brown (1977), voetballer en voetbalcoach
- John Darwin, fraudeur die zijn eigen dood in scène had gezet in een kano-incident en in 2007 in Panama opdook[12]
- Stuart Drummond, voormalig burgemeester van de stad en voormalig voetbalmascotte H'Angus the Monkey
- Janick Gers, heavymetalgitarist (Iron Maiden)
- Reginald Hill, schrijver van de Dalziel and Pascoe-series
- Michael Hunter, Europees kampioen bokser
- Joseph Isherwood, scheepsbouwkundige
- Sir Compton Mackenzie, schrijver
- Sir Edward Mellanby, wetenschapper
- Sir Ridley Scott, filmregisseur
- Reg Smythe, cartoonist, schepper van Linke Loetje (Andy Capp), die zelf trouwens ook in Hartlepool woont[13]
- Jeremy Spencer, slide-gitarist van de bluesband Fleetwood Mac
- Hilda van Whitby, abdis en heilige